# Liste der Biografien/Stev
Liste der Biografien |
Portal Biografien |
Personensuche
# |
A |
B |
C |
D |
E |
F |
G |
H |
I |
J |
K |
L |
M |
N |
O |
P |
Q |
R |
S |
T |
U |
V |
W |
X |
Y |
Z |
?
 
Sa |
Sb |
Sc |
Sd |
Se |
Sf |
Sg |
Sh |
Si |
Sj |
Sk |
Sl |
Sm |
Sn |
So |
Sp |
Sq |
Sr |
Ss |
St |
Su |
Sv |
Sw |
Sy |
Sz
 
Sta |
Ste |
Sth |
Sti |
Stj |
Stl |
Sto |
Str |
Sts |
Stt |
Stu |
Stv |
Stw |
Sty
 
Stea |
Steb |
Stec |
Sted |
Stee |
Stef |
Steg |
Steh |
Stei |
Stej |
Stek |
Stel |
Stem |
Sten |
Steo |
Step |
Ster |
Stes |
Stet |
Steu |
Stev |
Stew |
Stey |
Stez
Die Liste der Biografien führt alle Personen auf, die in der deutschsprachigen Wikipedia einen Artikel haben. Dieses ist eine Teilliste mit 381 Einträgen von Personen, deren Namen mit den Buchstaben „Stev“ beginnt.

## Stev

### Steva
- Stevaert, Steve (1954–2015), belgischer Politiker
- Stevanović, Aleksandar (* 1992), serbisch-deutscher Fußballspieler
- Stevanović, Alen (* 1991), serbischer Fußballspieler
- Stevanović, Andrej (* 2004), serbischer Fußballspieler
- Stevanović, Borislav (1975–2022), jugoslawisch-serbischer Fußballspieler
- Stevanović, Dalibor (* 1984), slowenischer Fußballspieler
- Stevanović, Darko (* 1997), serbischer Handballspieler
- Stevanović, Dragan (* 1971), serbischer Fußballspieler
- Stevanović, Filip (* 2002), serbischer Fußballspieler
- Stevanović, Goran (* 1966), serbischer Fußballspieler und -trainer
- Stevanović, Ivan (* 1982), kroatischer Handballspieler
- Stevanović, Jovana (* 1992), serbische Volleyballspielerin
- Stevanovic, Mihailo (* 2002), Schweizer Fussballspieler
- Stevanović, Miladin (* 1996), bosnisch-serbischer Fußballspieler
- Stevanović, Miroslav (* 1990), bosnisch-herzegowinischer Fußballspieler
- Stevanović, Natalija (* 1994), serbische Tennisspielerin
- Stevanovic, Nikola (* 1998), österreichischer Handballspieler
- Stevanović, Nikola (* 1998), serbischer Fußballspieler
- Stevanović, Predrag (* 1991), serbischer Fußballspieler
- Stevanović, Vidosav (* 1942), serbischer Schriftsteller
- Stevanović, Vladimir (1947–2024), jugoslawischer bzw. serbischer Botaniker, Biogeograph und Pflanzensoziologe

### Steve
- Steve Mason (* 1957), kanadischer Religionswissenschaftler und Historiker
- Steve-O (* 1974), US-amerikanischer AktionskünstlerSteve-O (* 1974)

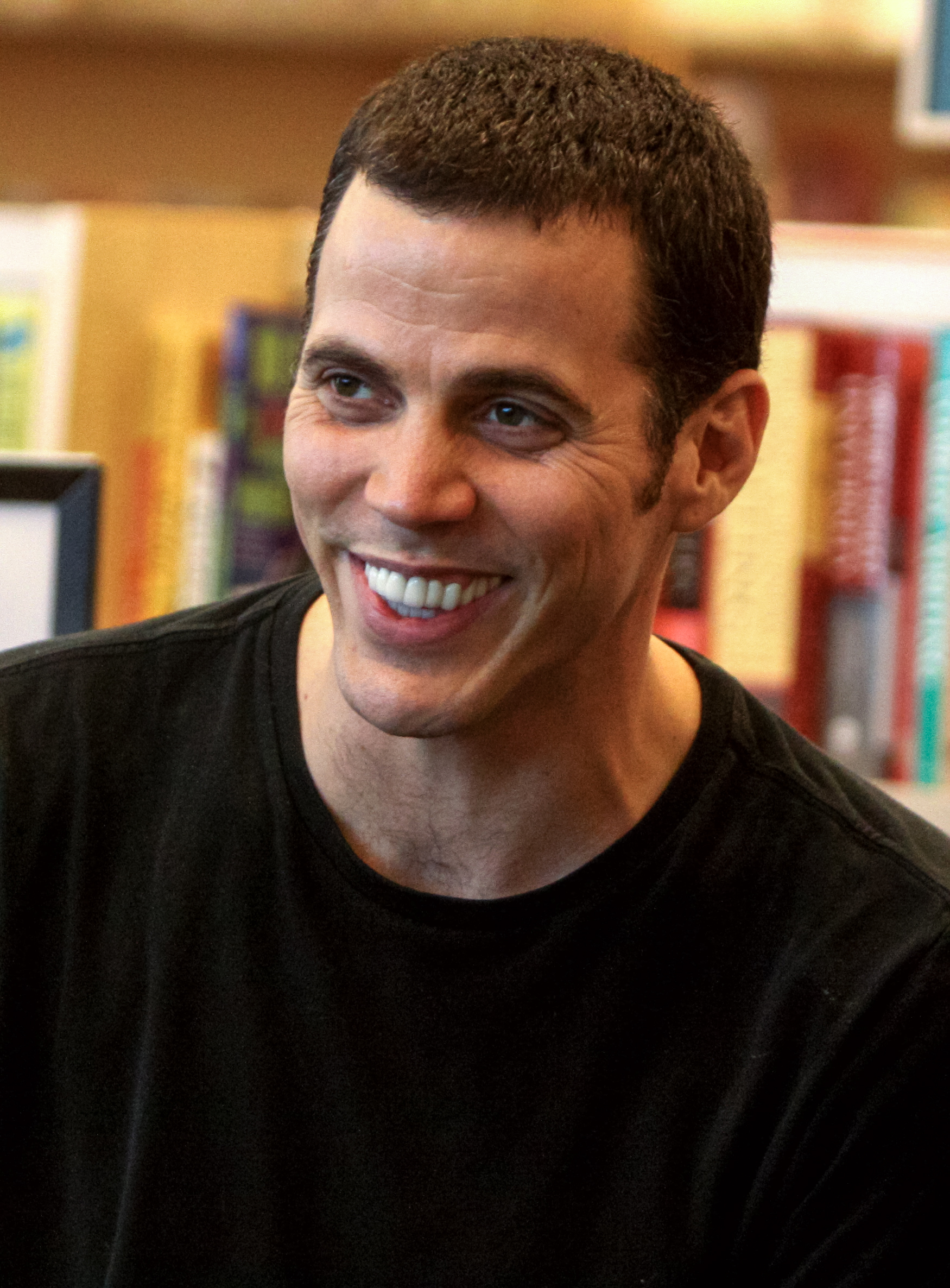
Steve-O (* 1974)

#### Steven
- Steven, Birte (* 1980), deutsche Schwimmerin
- Steven, Brandon (* 1973), US-amerikanischer Unternehmer und Pokerspieler
- Steven, Brett (* 1969), neuseeländischer Tennisspieler
- Steven, Carl (1974–2011), US-amerikanischer Kinderdarsteller
- Steven, Christian von (1781–1863), russischer Botaniker und Entomologe schwedischer Herkunft
- Steven, Donald (* 1945), kanadischer Komponist
- Steven, Marion (* 1960), deutsche Betriebswirtin und Hochschullehrer
- Steven, Trevor (* 1963), englischer Fußballspieler
- Steven, Wenona (* 1978), nauruische Leichtathletin

##### Stevenh
- Stevenhaagen, Peter (* 1965), niederländischer Radrennfahrer

##### Steveni
- Steveni, William Barnes († 1944), britischer Journalist und Schriftsteller
- Stevenin, Fulvia (* 1965), italienische Skirennläuferin
- Stévenin, Jean-François (1944–2021), französischer Schauspieler, Drehbuchautor und Filmregisseur
- Stévenin, Robinson (* 1981), französischer Schauspieler
- Stévenin, Sagamore (* 1974), französischer Schauspieler
- Stevening, Adolff Wilhelm Moerbecke zu (1611–1675), Chronist in der Zeit des Dreißigjährigen Kriegs

##### Stevens
- Stevens von Steinfels, Johann Jakob, böhmischer Barockmaler
- Stevens West, Amber (* 1986), US-amerikanische SchauspielerinAmber Stevens West (* 1986)

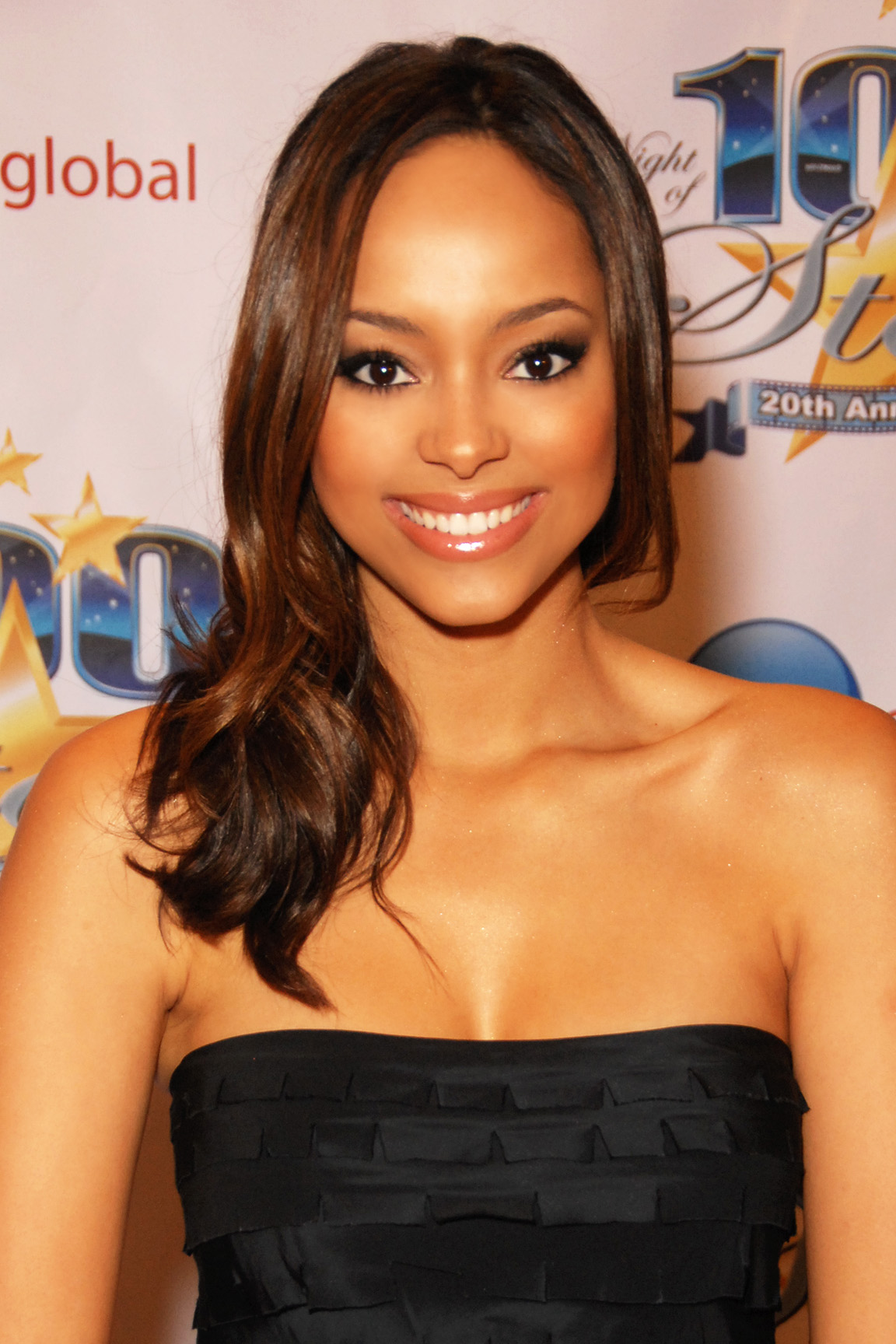
Amber Stevens West (* 1986)

- Stevens, Aaron Fletcher (1819–1887), US-amerikanischer Politiker
- Stevens, Agapit (1848–1924), belgischer Maler
- Stevens, Albert (1886–1966), amerikanischer Anstreicher und radioaktivster Mensch aller Zeiten
- Stevens, Alexander (1886–1965), britischer Biologe, Geologe und Polarforscher
- Stevens, Alexander (* 1981), deutsch-britischer Rechtsanwalt, Schauspieler und AutorAlexander Stevens (* 1981)

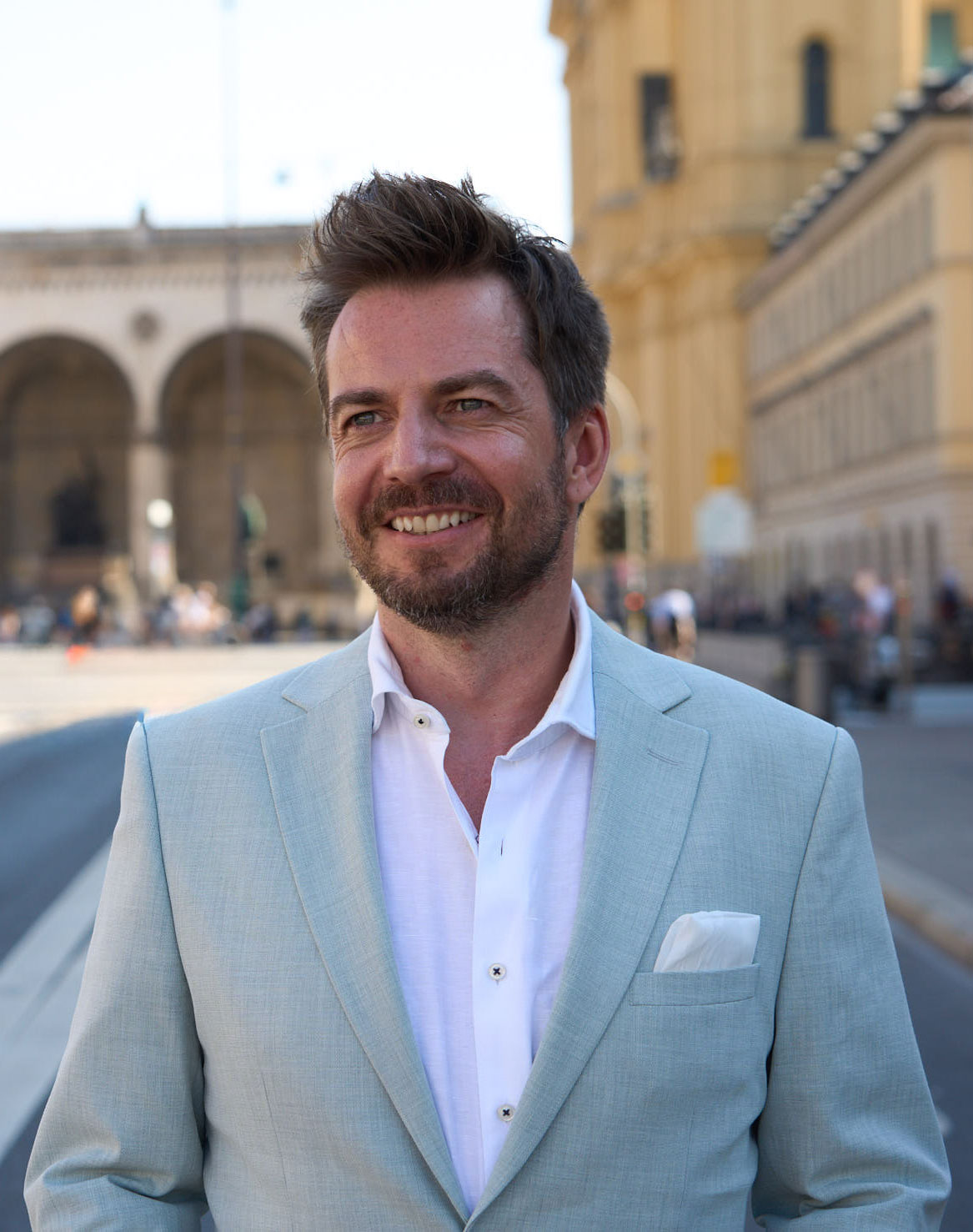
Alexander Stevens (* 1981)

- Stevens, Alfred (1823–1906), belgischer Maler
- Stevens, Alisha (* 2003), australische Volleyball- und Beachvolleyballspielerin
- Stevens, Alzina (1849–1900), US-amerikanische Arbeiterführerin, Sozialreformerin und Redakteurin
- Stevens, Amanda (* 1977), US-amerikanische Triathletin
- Stevens, Andreas (* 1958), deutscher Gitarrist und Gitarrenforscher
- Stevens, Andrew (* 1955), US-amerikanischer Filmproduzent, Filmschauspieler und Filmregisseur
- Stevens, April (1929–2023), US-amerikanische Sängerin
- Stevens, Austin (* 1950), südafrikanischer Dokumentarfilmer, Abenteurer, Tierfotograf und Autor
- Stevens, Barry (1902–1985), US-amerikanische Psychotherapeutin
- Stevens, Bart (* 1998), niederländischer Tennisspieler
- Stevens, Becca (* 1984), US-amerikanische Folk- und Jazzmusikerin
- Stevens, Bernard (1916–1983), englischer Komponist und Musikpädagoge
- Stevens, Bernd (* 1920), deutscher Skiläufer und US-amerikanischer Nachrichtenoffizier
- Stevens, Bert, belgischer Pokerspieler
- Stevens, Bert (* 1951), deutscher Bühnen- und Fernsehschauspieler
- Stevens, Berton L. (* 1951), US-amerikanischer Amateurastronom
- Stevens, Bjorn (* 1966), US-amerikanischer Meteorologe und Klimawissenschaftler
- Stevens, Bockari Kortu (* 1950), sierra-leonischer Diplomat
- Stevens, Brad (* 1976), US-amerikanischer Basketballtrainer
- Stevens, Bradford N. (1813–1885), US-amerikanischer Politiker
- Stevens, Brendon (* 1988), südafrikanischer Eishockeyspieler
- Stevens, Brinke (* 1954), US-amerikanische Schauspielerin, Model und Autorin
- Stevens, Britney (* 1985), US-amerikanische Pornodarstellerin und Model
- Stevens, Brody (1970–2019), US-amerikanischer Stand-up-Comedian und Schauspieler
- Stevens, Brooks (1911–1995), amerikanischer Industriedesigner, Graphikdesigner und Stylist
- Stevens, C. C. (1907–1974), britischer Tontechniker
- Stevens, Calvin L. (1923–2014), US-amerikanischer Chemiker
- Stevens, Cat (* 1948), britischer Singer-SongwriterCat Stevens (* 1948)

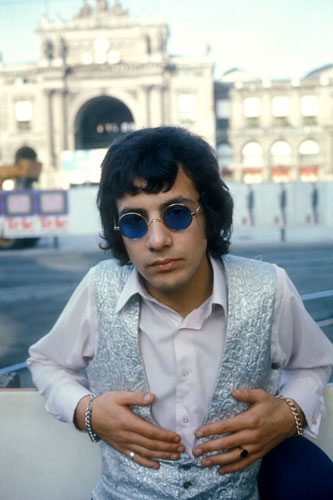
Cat Stevens (* 1948)

- Stevens, Charles A. (1816–1892), US-amerikanischer Politiker
- Stevens, Charles F. (1934–2022), US-amerikanischer Neurobiologe
- Stevens, Chevy (* 1973), kanadische Krimiautorin
- Stevens, Christie (* 1986), US-amerikanische Pornodarstellerin
- Stevens, Clive (1948–2019), englischer Jazz- und Fusionmusiker
- Stevens, Conan (* 1969), australischer Schauspieler und ehemaliger Wrestler
- Stevens, Connie (* 1938), US-amerikanische Schauspielerin und Sängerin
- Stevens, Corneille (1747–1828), katholischer Priester und Wegbereiter der Kirche der Stevenisten
- Stevens, Courtenay Edward (1905–1976), britischer Althistoriker
- Stevens, Craig (1918–2000), US-amerikanischer Schauspieler
- Stevens, Craig (* 1980), australischer Schwimmer
- Stevens, Curtis (1898–1979), US-amerikanischer Bobfahrer und Olympiasieger
- Stevens, Curtis (* 1985), US-amerikanischer Boxer
- Stevens, Dan (* 1982), britischer SchauspielerDan Stevens (* 1982)

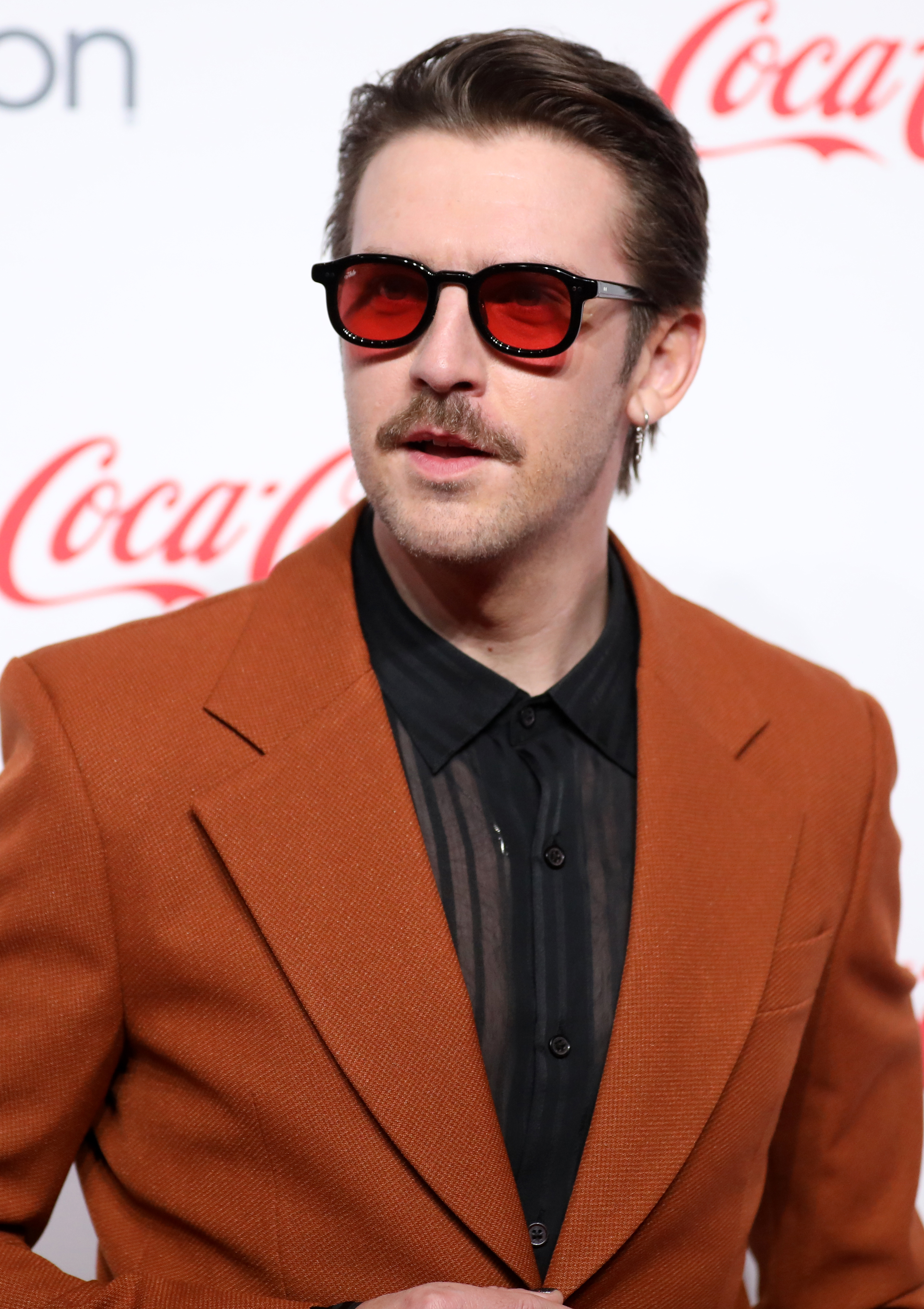
Dan Stevens (* 1982)

- Stevens, Dana (* 1963), US-amerikanische Drehbuchautorin und Schauspielerin
- Stevens, Dani (* 1988), australische Diskuswerferin und Kugelstoßerin
- Stevens, Dave (1955–2008), US-amerikanischer Comiczeichner, Drehbuchautor und Filmproduzent
- Stevens, David (1940–2018), australischer Drehbuchautor und Filmregisseur
- Stevens, David, Baron Stevens of Ludgate (* 1936), britischer Politiker und Peer
- Stevens, Deajah (* 1995), US-amerikanische Leichtathletin
- Stevens, Dennis (1933–2012), englischer Fußballspieler
- Stevens, Dodie (* 1946), US-amerikanische Sängerin
- Stevens, Donald (* 1963), kanadischer Skirennläufer
- Stevens, Doris (1888–1963), US-amerikanische Schriftstellerin und Frauenrechtlerin
- Stevens, Edmund (1910–1992), US-amerikanischer Journalist
- Stevens, Edward (1754–1834), US-amerikanischer Arzt und Diplomat
- Stevens, Edward (1932–2013), US-amerikanischer Ruderer und Marineoffizier
- Stevens, Edwin Augustus (1795–1868), US-amerikanischer Ingenieur, Unternehmer und Segler
- Stevens, Enda (* 1990), irischer Fußballspieler
- Stevens, Eric Sheffer (* 1972), US-amerikanischer Schauspieler
- Stevens, Errol Anthony (* 1986), jamaikanischer Fußballspieler
- Stevens, Evelyn (* 1983), US-amerikanische Radrennfahrerin
- Stevens, Félix (* 1964), kubanischer Sprinter
- Stevens, Fin (* 2003), walisisch-englischer Fußballspieler
- Stevens, Fisher (* 1963), US-amerikanischer Schauspieler, Filmregisseur und FilmproduzentFisher Stevens (* 1963)

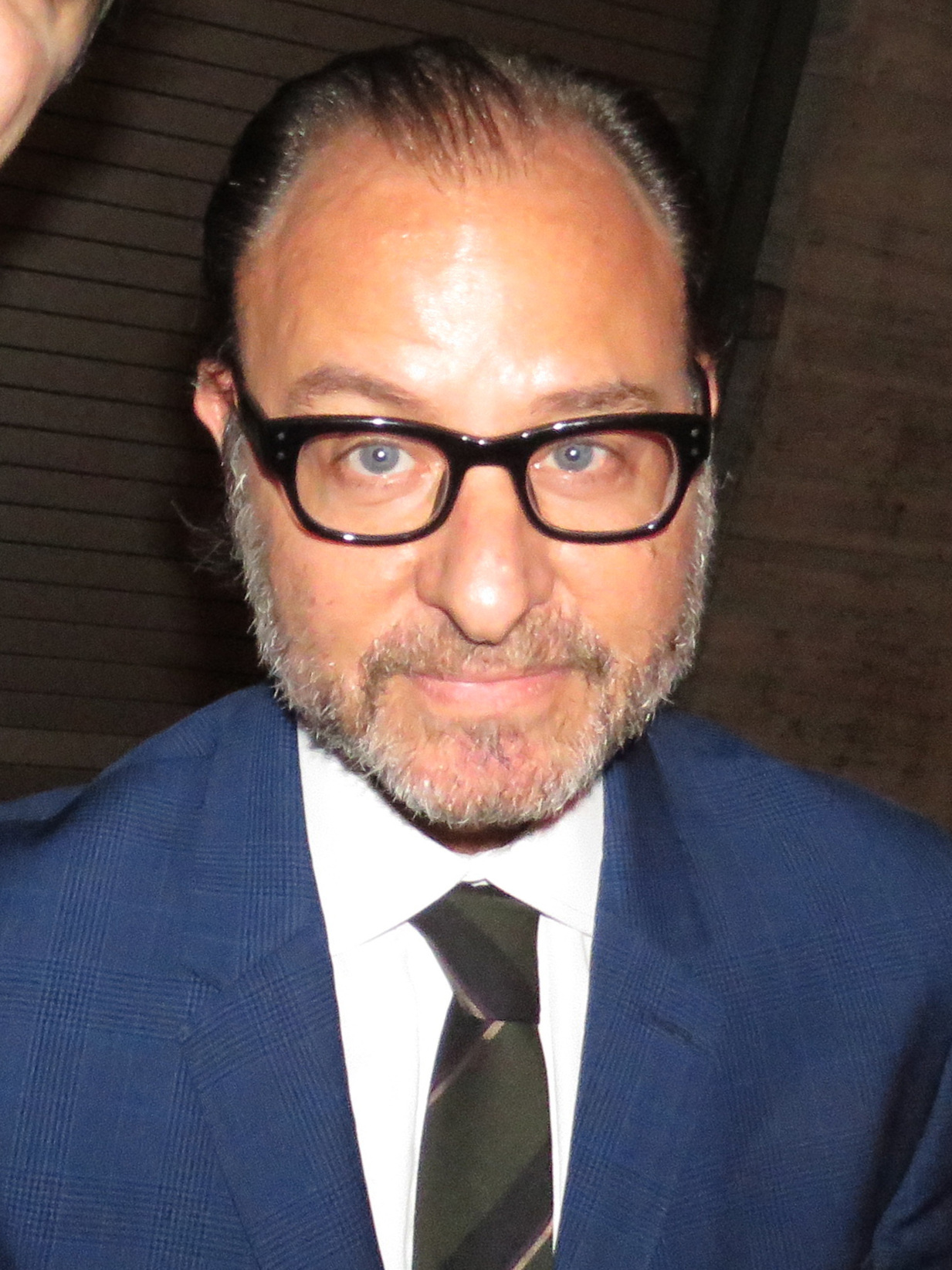
Fisher Stevens (* 1963)

- Stevens, Frederick (1861–1923), US-amerikanischer Politiker
- Stevens, Frederick William (1847–1900), britischer Architekt und Bauingenieur
- Stevens, Gary (* 1962), englischer Fußballspieler
- Stevens, Gary (* 1963), englischer Fußballspieler
- Stevens, Gary L. (* 1941), US-amerikanischer Politiker
- Stevens, Gavin (* 1960), neuseeländischerscher Radrennfahrer

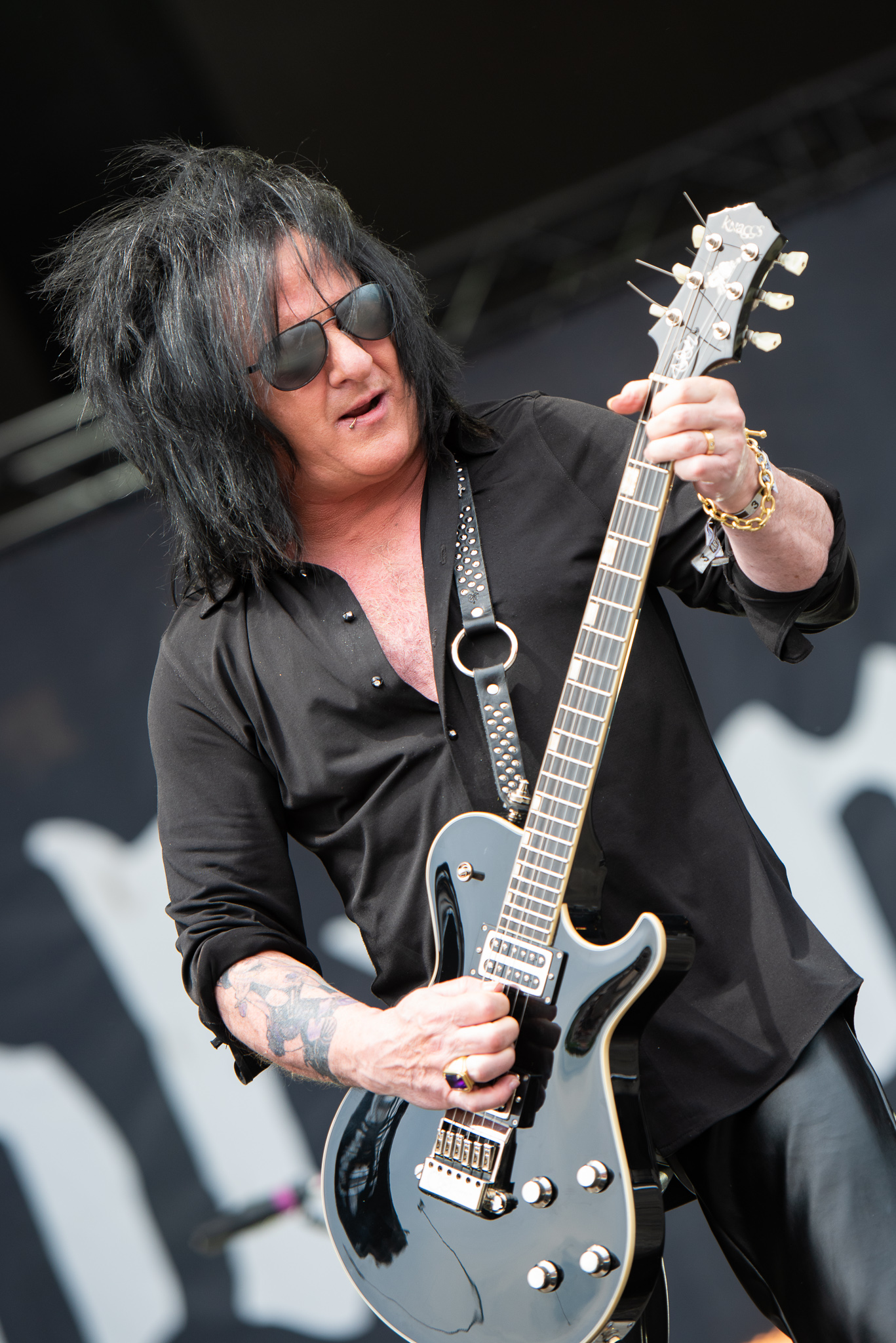
Steve Stevens (* 1959)

- Stevens, George (1904–1975), US-amerikanischer Filmregisseur
- Stevens, George junior (* 1932), US-amerikanischer Drehbuchautor, Regisseur und Filmproduzent
- Stevens, Gerd-Heinz (* 1957), deutscher Musikwissenschaftler, Komponist und Kirchenmusiker
- Stevens, Gerry (* 1941), britischer Hindernisläufer
- Stevens, Glenn (* 1953), US-amerikanischer Mathematiker
- Stevens, Grant (* 1953), australischer Sänger, Textdichter und Komponist
- Stevens, Greer (* 1957), südafrikanische Tennisspielerin
- Stevens, Gruschenka, deutsche Schauspielerin und SängerinGruschenka Stevens

Gruschenka Stevens

- Stevens, Haley (* 1983), US-amerikanische Politikerin
- Stevens, Halsey (1908–1989), US-amerikanischer Komponist und Musikwissenschaftler
- Stevens, Heinrich (1881–1940), deutscher Radsportjournalist, -organisator und -funktionär
- Stevens, Helga (* 1968), belgische Politikerin der Nieuw-Vlaamse Alliantie, MdEP
- Stevens, Hestor L. (1803–1864), US-amerikanischer Politiker
- Stevens, Hiram Sanford (1832–1893), US-amerikanischer Politiker
- Stevens, Hollie (1982–2012), US-amerikanische Pornodarstellerin
- Stevens, Hope (1905–1982), karibisch-amerikanischer Rechtsanwalt und Politiker
- Stevens, Hoyt (* 1932), US-amerikanischer Rockabilly-Musiker
- Stevens, Hubert (1890–1950), US-amerikanischer Bobfahrer und Olympiasieger
- Stevens, Huub (* 1953), niederländischer Fußballspieler und -trainer
- Stevens, Inger (1934–1970), schwedisch-amerikanische Schauspielerin
- Stevens, Isaac Ingalls (1818–1862), US-amerikanischer General, Politiker und der erste Gouverneur des Washington-Territoriums (1853–1857)
- Stevens, J. Christopher (1960–2012), US-amerikanischer Diplomat
- Stevens, Jada (* 1988), US-amerikanische PornodarstellerinJada Stevens (* 1988)

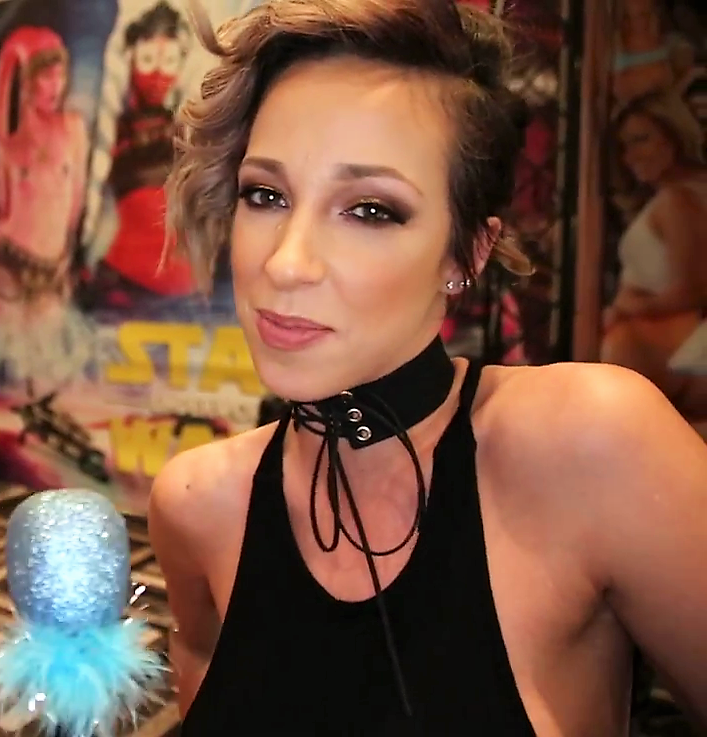
Jada Stevens (* 1988)

- Stevens, James (1768–1835), US-amerikanischer Politiker
- Stevens, James M. (1873–1937), US-amerikanischer Politiker
- Stevens, Jannik (* 1992), deutscher Fußballspieler
- Stevens, Jay (1953–2025), US-amerikanischer Dichter und Journalist
- Stevens, Jimmy († 1994), vanuatuischer Politiker
- Stevens, Jo (* 1966), britische Politikerin (Welsh Labour Party)
- Stevens, John (1662–1726), britischer Übersetzer, Romanist und Hispanist
- Stevens, John (1716–1792), US-amerikanischer Politiker
- Stevens, John (1749–1838), Schatzmeister von New Jersey, Ingenieur, Erfinder und Lobbyist
- Stevens, John (1921–2002), britischer Musikwissenschaftler, Mediävist und Anglist
- Stevens, John (1940–1994), britischer Jazz- und Improvisationsmusiker
- Stevens, John (* 1966), kanadischer Eishockeyspieler und -trainer
- Stevens, John Cox (1785–1857), US-amerikanischer Geschäftsmann und Segler
- Stevens, John D. (* 1947), britisch-australischer Ichthyologe und Meeresbiologe
- Stevens, John Frank (1853–1943), US-amerikanischer Eisenbahningenieur und Chefingenieur beim Bau des Panamakanals
- Stevens, John H. (1820–1900), US-amerikanischer Farmer und Politiker, Gründer von Minneapolis
- Stevens, John Paul (1920–2019), US-amerikanischer Jurist, Richter am Obersten Gerichtshof der Vereinigten Staaten
- Stevens, John, Baron Stevens of Kirkwhelpington (* 1942), britischer Polizeipräsident und Life Peer
- Stevens, Jongopie Siaka (* 1950), sierra-leonischer Diplomat
- Stevens, Joseph (1819–1892), belgischer Maler
- Stevens, Julie (1936–2024), britische Schauspielerin
- Stevens, Julien (* 1943), belgischer Radrennfahrer
- Stevens, Karin (* 1989), niederländische Fußballspielerin
- Stevens, Katie (* 1992), US-amerikanische Schauspielerin und SängerinKatie Stevens (* 1992)

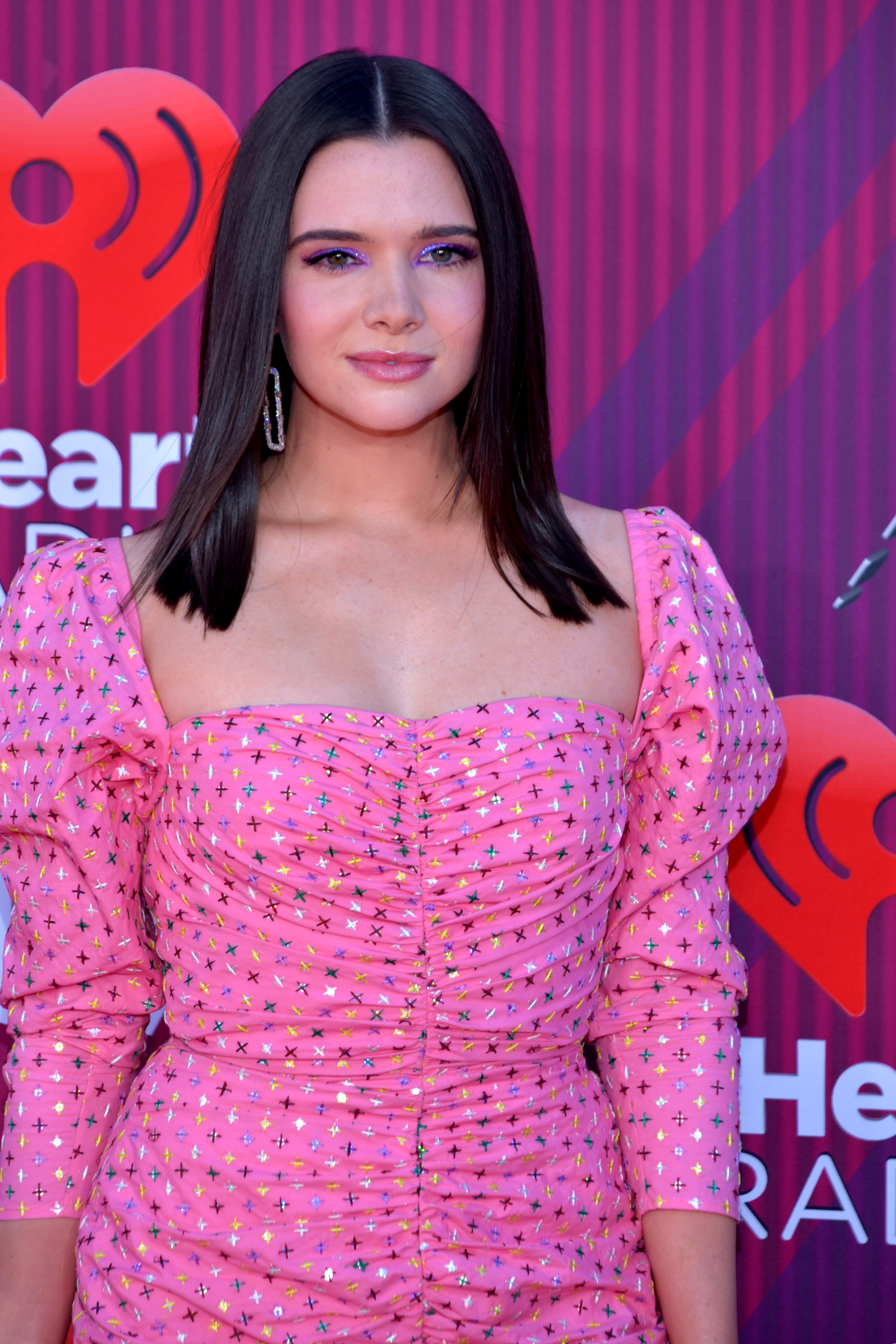
Katie Stevens (* 1992)

- Stevens, Kevin (* 1965), US-amerikanischer Eishockeyspieler
- Stevens, Kirk (* 1958), kanadischer Snookerspieler
- Stevens, Lamont A. (1849–1920), US-amerikanischer Politiker
- Stevens, Lawrence (1913–1989), südafrikanischer Boxer und Olympiasieger
- Stevens, Lea (* 1947), australische Politikerin (ALP)
- Stevens, Leith (1909–1970), US-amerikanischer Dirigent, Liedtexter und Komponist von Filmmusik
- Stevens, Lexie (* 1999), niederländische Tennisspielerin
- Stevens, Louis (1925–2009), US-amerikanischer Ingenieur
- Stevens, Mario (* 1982), deutscher Springreiter
- Stevens, Mark (1916–1994), US-amerikanischer Schauspieler und Filmregisseur
- Stevens, Martin (1929–2015), deutscher Politiker (SPD), MdL
- Stevens, Matthew (* 1977), walisischer Snookerspieler
- Stevens, Matthew (* 1982), kanadischer Jazzgitarrist
- Stevens, Michael (* 1986), US-amerikanischer WebvideoproduzentMichael Stevens (* 1986)

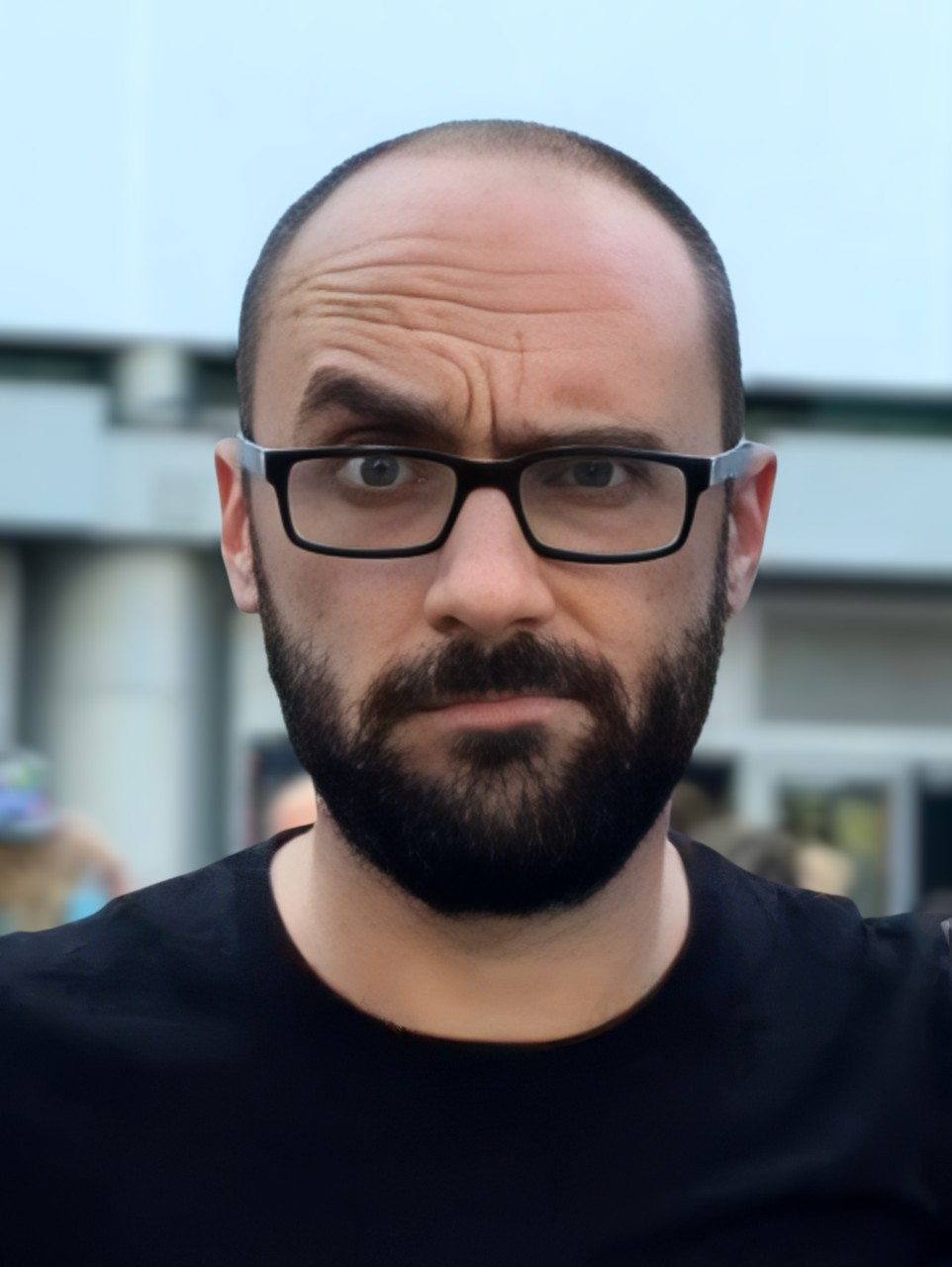
Michael Stevens (* 1986)

- Stevens, Michael Jefry (* 1951), amerikanischer Jazzmusiker (Piano, Komposition)
- Stevens, Mike (* 1957), britischer Musiker, Produzent und Songwriter
- Stevens, Mike (* 1965), kanadischer Eishockeyspieler
- Stevens, Molly, britische Biowissenschaftlerin und Hochschullehrerin
- Stevens, Mona (* 1992), deutsche Footballspielerin
- Stevens, Monica (* 1967), antiguanische Leichtathletin
- Stevens, Morgan (1951–2022), US-amerikanischer Schauspieler
- Stevens, Morton (1929–1991), US-amerikanischer Komponist
- Stevens, Moses T. (1825–1907), US-amerikanischer Politiker
- Stevens, Naomi (1925–2018), US-amerikanische Schauspielerin
- Stevens, Nathan, US-amerikanischer Schauspieler
- Stevens, Nettie (1861–1912), US-amerikanische Genetikerin
- Stevens, Nica (* 1976), deutsche Autorin
- Stevens, Onslow (1902–1977), US-amerikanischer Schauspieler
- Stevens, Pardon (1815–1875), US-amerikanischer Politiker
- Stevens, Patrick (* 1968), belgischer Leichtathlet
- Stevens, Paul (1889–1949), US-amerikanischer Bobfahrer
- Stevens, Phil (1893–1968), kanadischer Eishockeyspieler
- Stevens, Philippe Albert Joseph (1937–2021), belgisch-kamerunischer Geistlicher und römisch-katholischer Bischof von Maroua-Mokolo
- Stevens, Rachel (* 1978), britische SängerinRachel Stevens (* 1978)

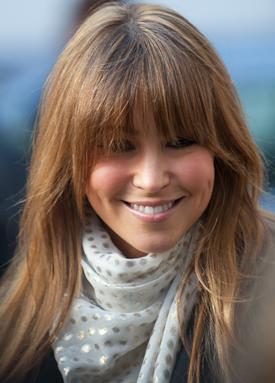
Rachel Stevens (* 1978)

- Stevens, Ray (* 1939), US-amerikanischer Popsänger
- Stevens, Raymond (* 1963), britischer Judoka
- Stevens, Raymond Bartlett (1874–1942), US-amerikanischer Politiker
- Stevens, Raymond P. (* 1951), englischer Badmintonspieler
- Stevens, Richard (1951–1999), US-amerikanischer Autor von Unix-Fachbüchern
- Stevens, Richard Henry (1893–1967), Major der britischen Armee und ab 1939 Leiter des Passport Control Office (PCO) des britischen Secret Intelligence Service in den NiederlandenRichard Henry Stevens (1893–1967)

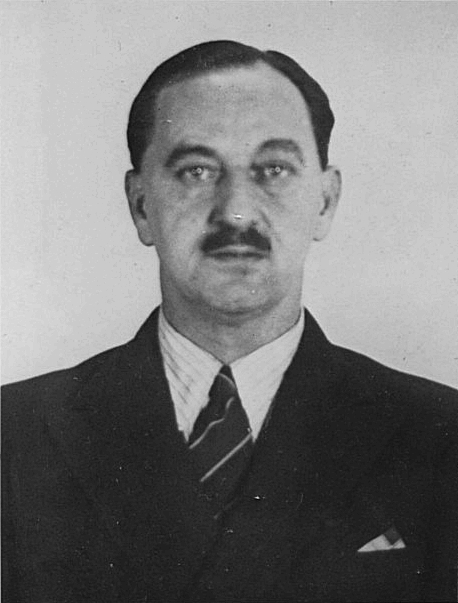
Richard Henry Stevens (1893–1967)

- Stevens, Rick (1940–2017), US-amerikanischer Sänger und verurteilter Mörder
- Stevens, Risë (1913–2013), US-amerikanische Opernsängerin (Mezzosopran und Alt)
- Stevens, Robert (* 1948), britischer Konteradmiral und Wirtschaftsmanager
- Stevens, Robert C., US-amerikanischer Filmtechniker und Erfinder bei 20th Century Fox
- Stevens, Robert L. (1787–1856), US-amerikanischer Ingenieur und Konstrukteur
- Stevens, Robert S. (1824–1893), US-amerikanischer Politiker
- Stevens, Robert T. (1899–1983), US-amerikanischer Geschäftsmann, Heeresminister der Vereinigten Staaten (1953–1955)
- Stevens, Robin (* 1988), britisch-US-amerikanische Schriftstellerin
- Stevens, Rochelle (* 1966), US-amerikanische Leichtathletin
- Stevens, Roger Bentham (1906–1980), britischer Botschafter
- Stevens, Roger L. (1910–1998), US-amerikanischer Theaterproduzent
- Stevens, Sammy (1890–1948), englischer Fußballspieler
- Stevens, Samuel (1778–1860), US-amerikanischer Politiker
- Stevens, Scott (* 1964), kanadischer Eishockeyspieler und -trainer
- Stevens, Shadoe (* 1947), US-amerikanischer Ansager, Radiomoderator und Schauspieler
- Stevens, Siaka (1905–1988), sierra-leonischer Präsident (1971–1985)
- Stevens, Sinclair (1927–2016), kanadischer Rechtsanwalt, Unternehmer, Journalist und Politiker der Progressiv-konservativen Partei (PC)
- Stevens, Sonny (* 1992), niederländischer Fußballtorhüter
- Stevens, Stanley Smith (1906–1973), US-amerikanischer Psychologe
- Stevens, Stella (1938–2023), US-amerikanische Schauspielerin
- Stevens, Steve (* 1959), US-amerikanischer MusikerSteve Stevens (* 1959)
- Stevens, Sufjan (* 1975), US-amerikanischer Singer-Songwriter und Musiker
- Stevens, T. M. (1951–2024), US-amerikanischer Bassist
- Stevens, Tabitha (* 1970), US-amerikanische Pornodarstellerin
- Stevens, Taylor, US-amerikanische Krimi-Autorin
- Stevens, Ted (1923–2010), US-amerikanischer Politiker
- Stevens, Thaddeus (1792–1868), US-amerikanischer Jurist und PolitikerThaddeus Stevens (1792–1868)

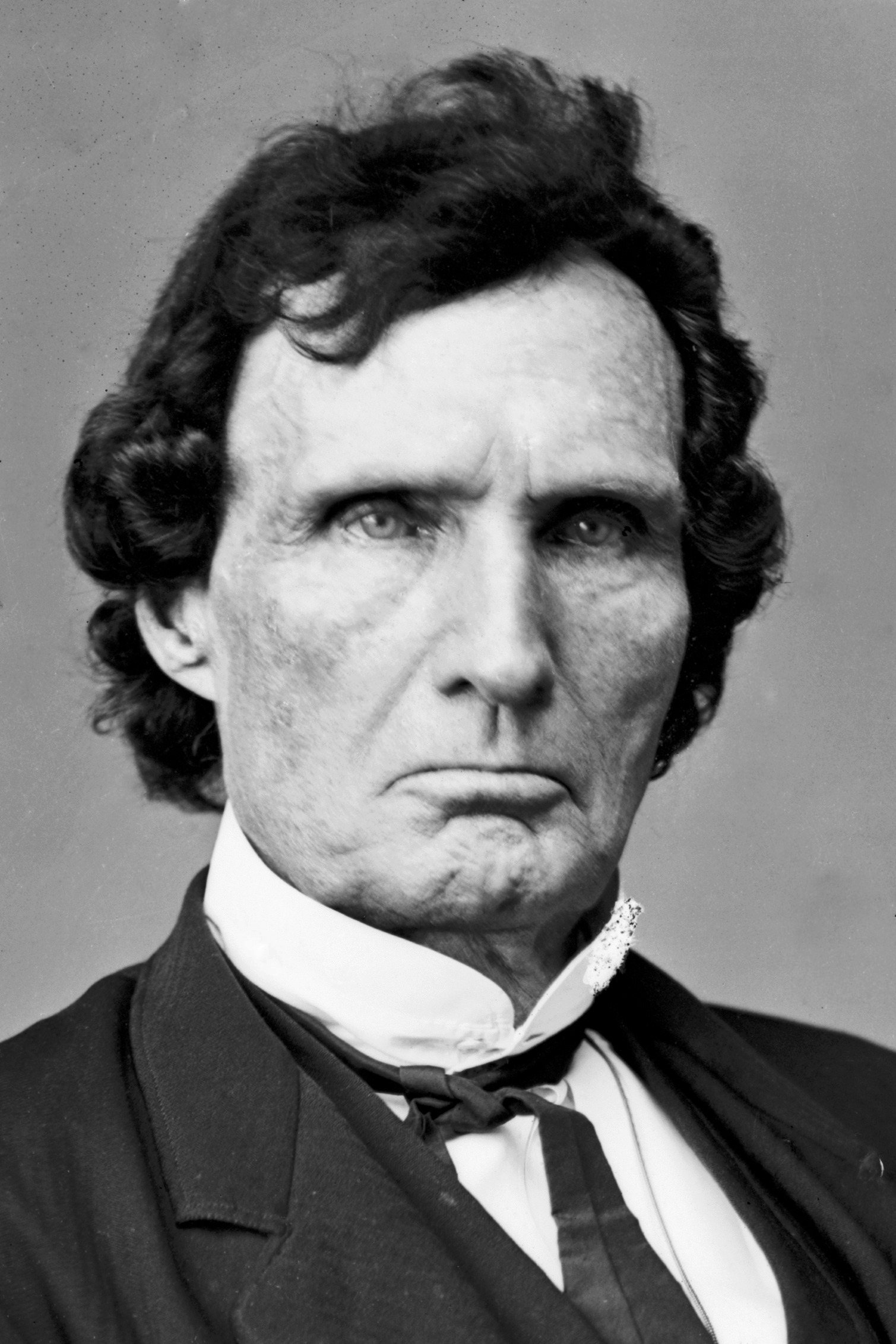
Thaddeus Stevens (1792–1868)

- Stevens, Thomas (1854–1935), britischer Autor und Abenteurer
- Stevens, Thomas Stevens (1900–2000), schottischer Chemiker und Hochschullehrer
- Stevens, Tim (* 1946), britischer anglikanischer Bischof, Mitglied des House of Lords
- Stevens, Timothy (* 1989), belgischer Bahn- und Straßenradrennfahrer
- Stevens, Travis (* 1986), US-amerikanischer Judoka
- Stevens, Ulrich (1948–2022), deutscher Kunsthistoriker und Denkmalpfleger
- Stevens, Victoria (* 1990), kanadische Skirennläuferin
- Stevens, Wallace (1879–1955), US-amerikanischer Lyriker und Essayist
- Stevens, Warren (1919–2012), US-amerikanischer Schauspieler
- Stevens, Wass (* 1970), US-amerikanischer Schauspieler und Synchronsprecher
- Stevens, Wesley M. (* 1929), Historiker und Hochschullehrer
- Stevens, Whitney (* 1987), US-amerikanische Pornodarstellerin und Model
- Stevens, Wilfried (* 1960), deutscher Autor
- Stevens, Will (* 1991), britischer Automobilrennfahrer
- Stevens, William (1921–1997), kanadischer Konzertpianist und Musikpädagoge
- Stevens, Zachary (* 1966), US-amerikanischer Musiker
- Stevens-Jacobi, Freddi, US-amerikanische Fotografin, Filmproduzentin und Dokumentarfilmerin

###### Stevenso
- Stevenson, Adlai Ewing III (1930–2021), US-amerikanischer Politiker
- Stevenson, Adlai Ewing junior (1900–1965), US-amerikanischer PolitikerAdlai Ewing Stevenson junior (1900–1965)

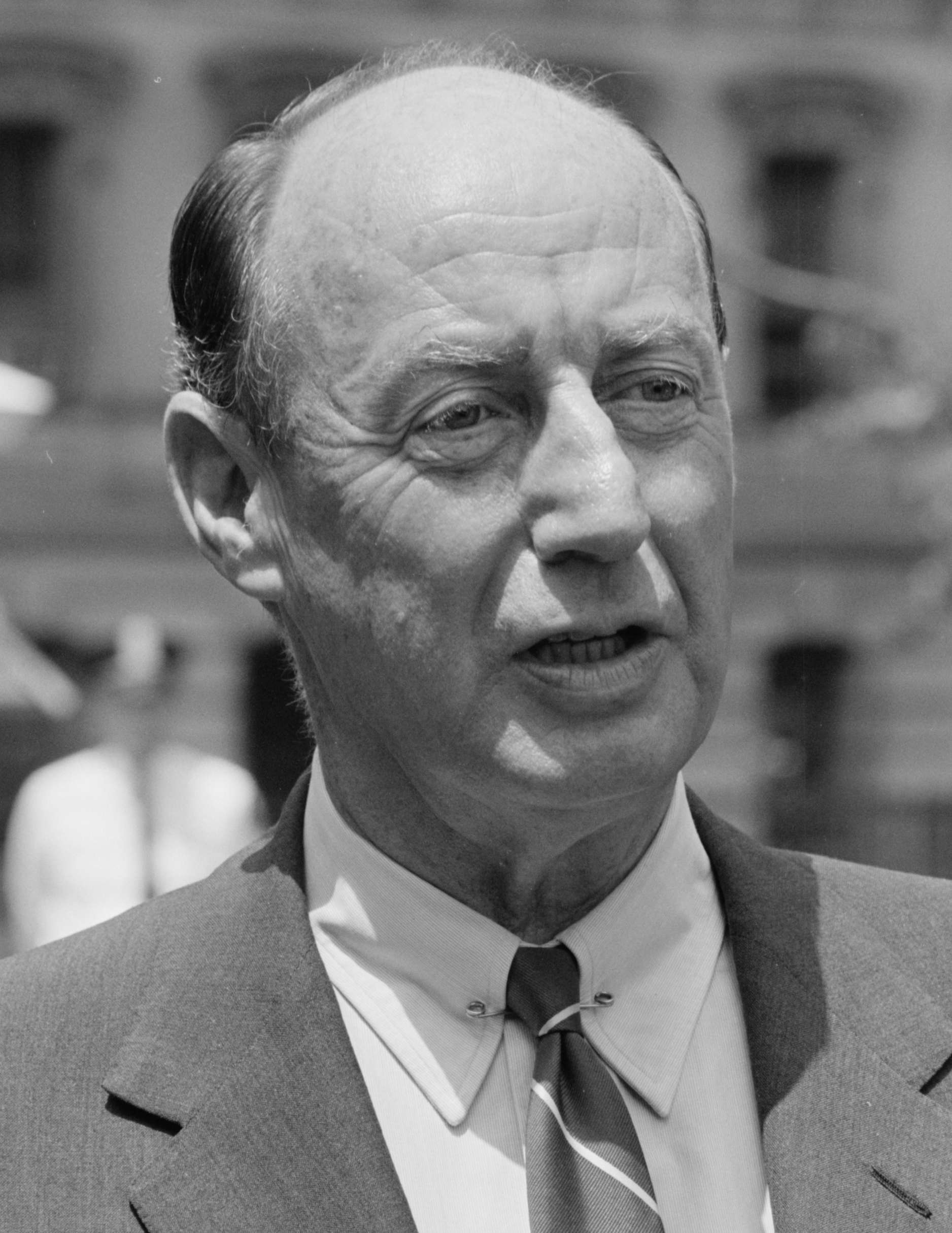
Adlai Ewing Stevenson junior (1900–1965)

- Stevenson, Adlai Ewing senior (1835–1914), US-amerikanischer Politiker
- Stevenson, Adonis (* 1977), kanadischer Boxer
- Stevenson, Agnes († 1935), britische Schachspielerin
- Stevenson, Alan (1807–1865), schottischer Ingenieur und Leuchtturmbauer
- Stevenson, Alexandra (* 1980), US-amerikanische Tennisspielerin
- Stevenson, Alfred R. (* 1973), österreichischer Komponist und Dirigent
- Stevenson, Andrew (1784–1857), US-amerikanischer Politiker
- Stevenson, Andrew (* 1957), neuseeländischer Ruderer
- Stevenson, Anne (1933–2020), amerikanisch-britische Autorin
- Stevenson, Arkasha, US-amerikanische Regisseurin und Drehbuchautorin
- Stevenson, Betsey, US-amerikanische Ökonomin
- Stevenson, Bill (* 1963), US-amerikanischer Musiker und Musikproduzent
- Stevenson, Bryan (* 1959), US-amerikanischer Jurist und BürgerrechtlerBryan Stevenson (* 1959)

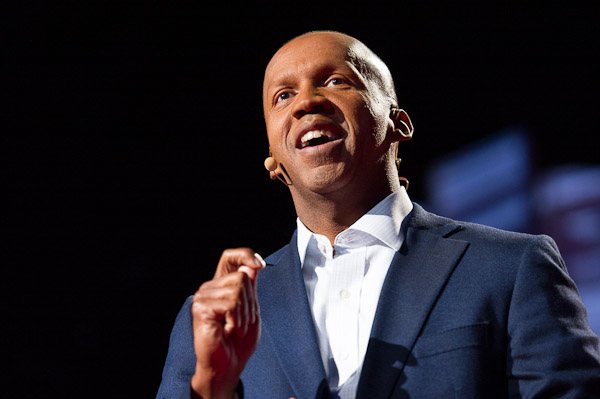
Bryan Stevenson (* 1959)

- Stevenson, Byron (1956–2007), walisischer Fußballspieler
- Stevenson, Casper (* 2003), britischer Autorennfahrer
- Stevenson, Charles Alexander (1855–1950), schottischer Leuchtturm-Konstrukteur
- Stevenson, Charles C. (1826–1890), US-amerikanischer Politiker
- Stevenson, Charles L. (1908–1979), US-amerikanischer Philosoph
- Stevenson, Christofer (* 1982), schwedischer Radrennfahrer
- Stevenson, Chuck (1919–1995), US-amerikanischer Rennfahrer
- Stevenson, Clayton (* 1967), australischer Radrennfahrer
- Stevenson, Cody (* 1980), australischer Straßenradrennfahrer
- Stevenson, Coke R. (1888–1975), US-amerikanischer Politiker
- Stevenson, Colby (* 1997), US-amerikanischer Freestyle-Skisportler
- Stevenson, Cynthia (* 1962), US-amerikanische Schauspielerin
- Stevenson, Dave (* 1941), britischer Stabhochspringer
- Stevenson, David (1815–1886), schottischer Ingenieur und Leuchtturm-Konstrukteur
- Stevenson, David (* 1999), britischer Tennisspieler aus England
- Stevenson, David Alan (1854–1938), Leuchtturmingenieur
- Stevenson, David J. (* 1948), neuseeländischer Planetologe
- Stevenson, Dennis, Baron Stevenson of Coddenham (* 1945), britischer Politiker und Life Peer
- Stevenson, DeShawn (* 1981), US-amerikanischer Basketballspieler
- Stevenson, Doris, US-amerikanische Pianistin
- Stevenson, Edward (1906–1968), US-amerikanischer Kostümbildner
- Stevenson, Edward A. (1831–1895), US-amerikanischer Politiker

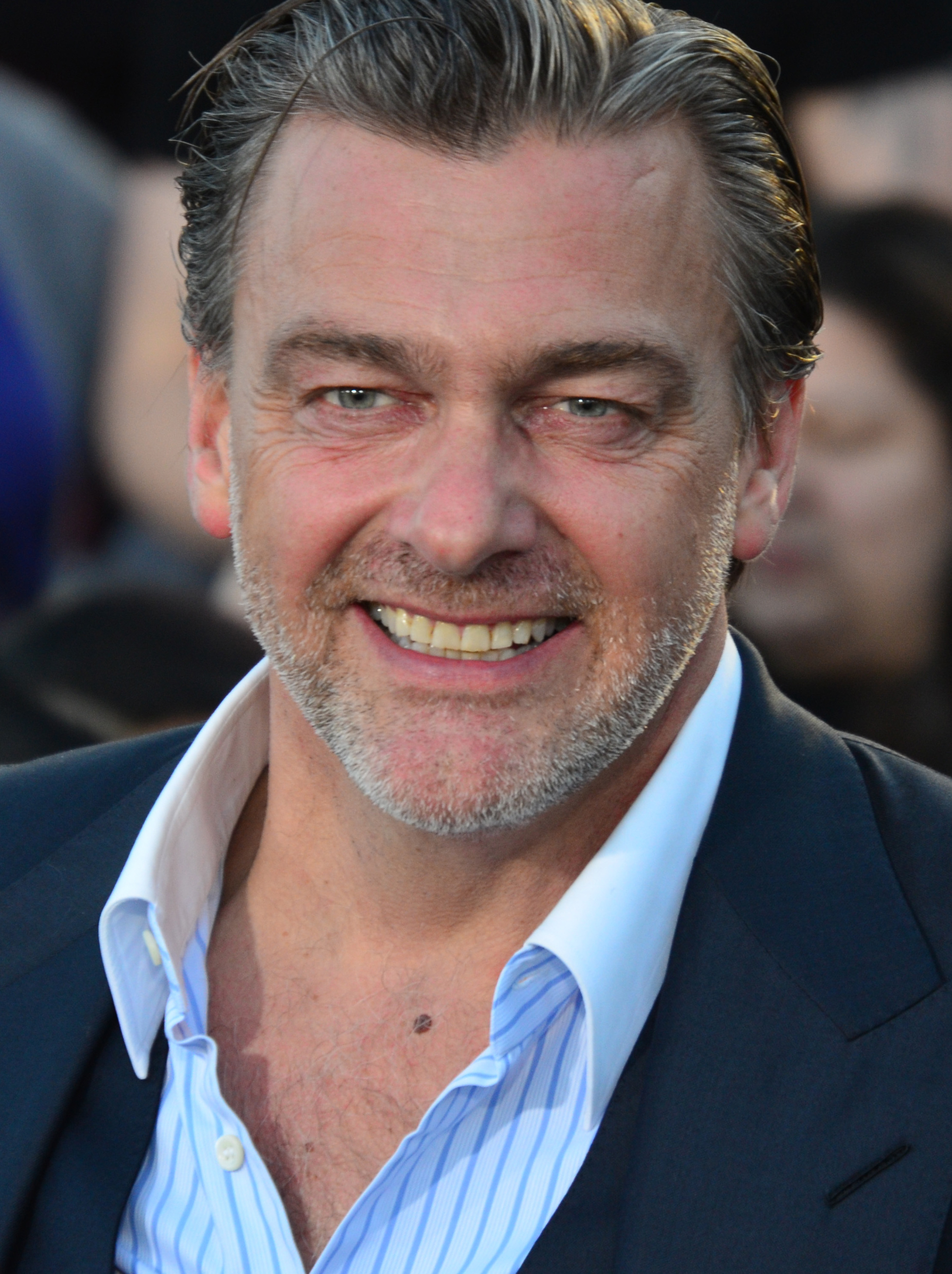
Ray Stevenson (1964–2023)

- Stevenson, Elijah (* 1998), US-amerikanischer Schauspieler
- Stevenson, Fanny (1840–1914), US-amerikanische KünstlerinFanny Stevenson (1840–1914)

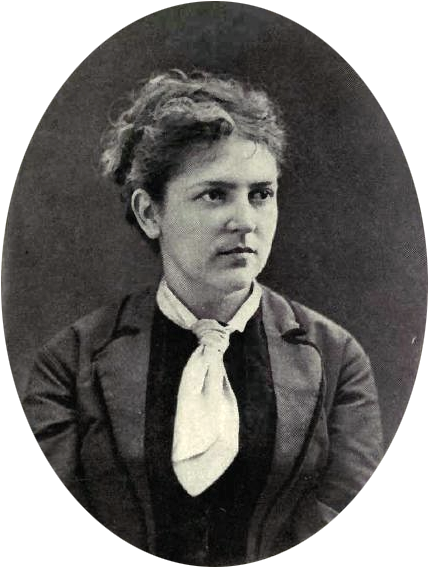
Fanny Stevenson (1840–1914)

- Stevenson, Flora (1839–1905), schottisch-britische Sozialreformerin
- Stevenson, Garth (* 1982), kanadischer Jazz-Musiker
- Stevenson, Grant (* 1981), kanadischer Eishockeyspieler
- Stevenson, Greg (* 1978), US-amerikanisch-südkoreanischer Basketballspieler
- Stevenson, Greta (1911–1990), neuseeländische Botanikerin, Mykologin und Bergsteigerin
- Stevenson, Guy, US-amerikanischer Schauspieler und Drehbuchautor
- Stevenson, Hannah (* 1993), britische Skeletonpilotin
- Stevenson, Houseley junior (1914–1997), US-amerikanischer Schauspieler und Filmredakteur
- Stevenson, Ian (1918–2007), kanadisch-amerikanischer Psychiater, Parapsychologe und Begründer der Reinkarnationsforschung
- Stevenson, James Alexander (1881–1937), britischer Bildhauer und Medailleur
- Stevenson, James S. (1780–1831), US-amerikanischer Politiker
- Stevenson, Jamie (* 1975), britischer Orientierungsläufer
- Stevenson, Jeremy (* 1974), US-amerikanischer Eishockeyspieler
- Stevenson, Job Evans (1832–1922), US-amerikanischer Politiker der Republikanischen Partei
- Stevenson, John (* 1958), britischer Regisseur und Animator
- Stevenson, John James (1841–1924), US-amerikanischer Geologe
- Stevenson, John Reese (1921–1997), amerikanischer Jurist
- Stevenson, John W. (1812–1886), US-amerikanischer Politiker (Demokratische Partei)
- Stevenson, Juliet (* 1956), britische FilmschauspielerinJuliet Stevenson (* 1956)

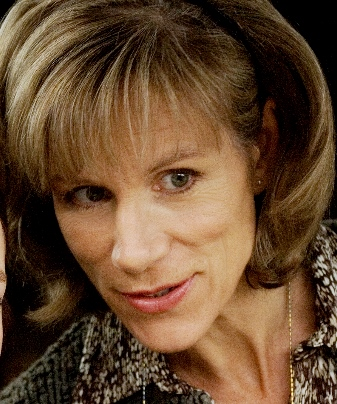
Juliet Stevenson (* 1956)

- Stevenson, Kelsey (* 1990), kanadischer Tennisspieler
- Stevenson, Kenneth (1949–2011), britischer anglikanischer Bischof
- Stevenson, Kevin (* 1967), US-amerikanischer Basketballspieler
- Stevenson, Letitia (1843–1913), US-amerikanische Second Lady
- Stevenson, Lewis (* 1988), schottischer Fußballspieler
- Stevenson, Louisa (1835–1908), schottisch-britische Sozialreformerin
- Stevenson, Malcolm (1878–1927), britischer Kolonialverwalter
- Stevenson, Margot (1912–2011), US-amerikanische Schauspielerin
- Stevenson, Matilda Coxe (1849–1915), US-amerikanische Wissenschaftlerin
- Stevenson, McLean (1927–1996), US-amerikanischer Schauspieler
- Stevenson, Michael (* 1964), neuseeländischer Künstler und Hochschullehrer
- Stevenson, Michael (* 1984), schwedischer Straßenradrennfahrer
- Stevenson, Michael A., US-amerikanischer Filmeditor
- Stevenson, Nancy (1928–2001), US-amerikanische Politikerin
- Stevenson, ND (* 1991), US-amerikanische ComiczeichnerinND Stevenson (* 1991)

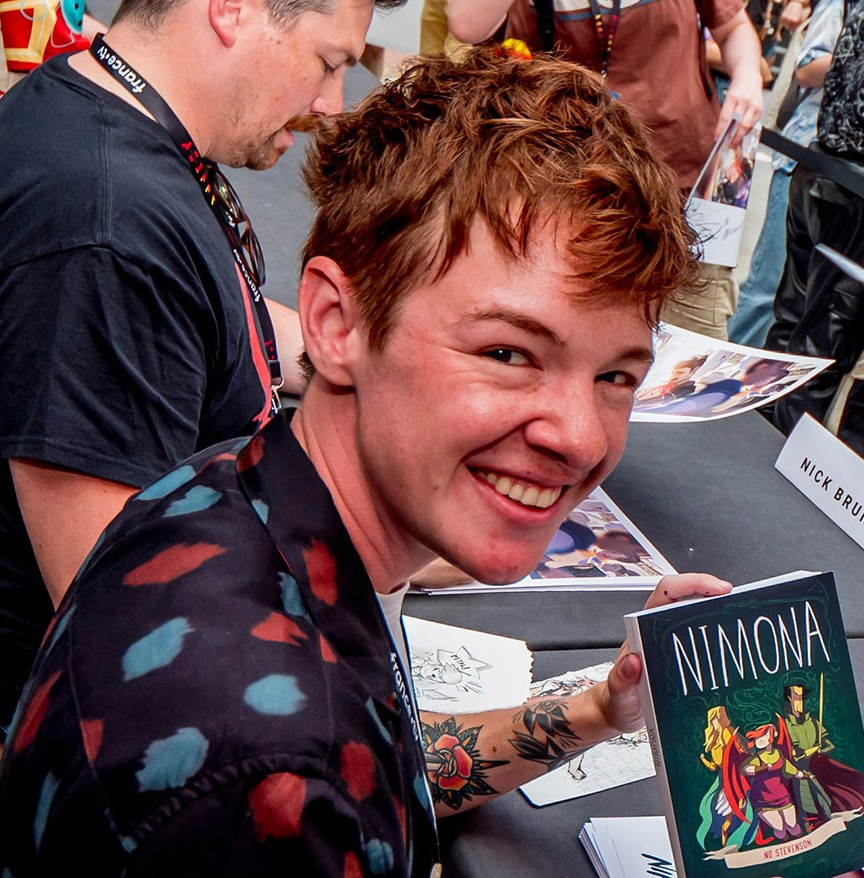
ND Stevenson (* 1991)

- Stevenson, Nicole (* 1973), kanadische Langstreckenläuferin
- Stevenson, Parker (* 1952), US-amerikanischer Schauspieler
- Stevenson, Paul (* 1966), australischer Badmintonspieler
- Stevenson, Philip (1896–1965), US-amerikanischer Drehbuchautor, Schriftsteller und Dramatiker
- Stevenson, Ray (1964–2023), britischer SchauspielerRay Stevenson (1964–2023)
- Stevenson, Rhamondre (* 1998), US-amerikanischer American-Football-Spieler
- Stevenson, Robert (1772–1850), schottischer Leuchtturmbauer
- Stevenson, Robert (1905–1986), britisch-US-amerikanischer Regisseur, Drehbuchautor und Produzent
- Stevenson, Robert Louis (1850–1894), schottischer Schriftsteller
- Stevenson, Ronald (1928–2015), britischer Komponist und Pianist
- Stevenson, Rudy (1929–2010), US-amerikanischer Musiker
- Stevenson, Sara Yorke (1847–1921), US-amerikanische Ägyptologin
- Stevenson, Sarah (* 1983), britische Taekwondoin
- Stevenson, Scott, US-amerikanischer Filmeditor
- Stevenson, Shakur (* 1997), US-amerikanischer Boxer
- Stevenson, Simon (* 1972), englischer Dartspieler
- Stevenson, Stewart (* 1946), schottischer Politiker
- Stevenson, Struan (* 1948), schottischer Politiker (Conservative Party), MdEP
- Stevenson, Sultan, britischer Jazzmusiker (Piano)
- Stevenson, Teófilo (1952–2012), kubanischer BoxerTeófilo Stevenson (1952–2012)

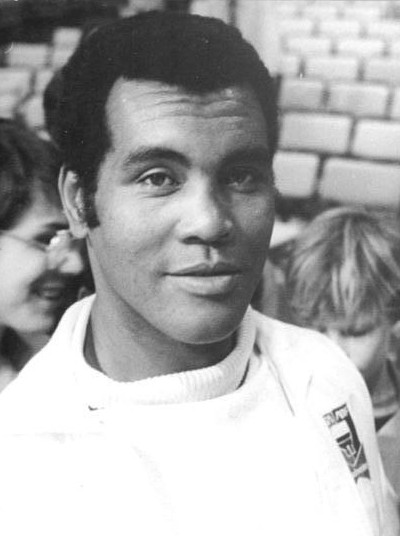
Teófilo Stevenson (1952–2012)

- Stevenson, Theo (* 1998), britischer Schauspieler
- Stevenson, Thomas (1818–1887), schottischer Leuchtturmbauer
- Stevenson, Toby (* 1976), US-amerikanischer Stabhochspringer
- Stevenson, Turner (* 1972), kanadischer Eishockeyspieler und -trainer
- Stevenson, Venetia (1938–2022), britisch-amerikanische Schauspielerin
- Stevenson, Wayne (* 1949), amerikanischer Musiker
- Stevenson, Wilf Stevenson, Baron Stevenson of Balmacara (* 1947), britischer Politiker (Labour Party)
- Stevenson, William (1900–1985), US-amerikanischer Leichtathlet
- Stevenson, William (* 1937), US-amerikanischer Songwriter und Musikproduzent
- Stevenson, William E. (1820–1883), US-amerikanischer Politiker
- Stevenson, William F. (1861–1942), US-amerikanischer Politiker
- Stevenson, William H. (1891–1978), US-amerikanischer Politiker
- Stevenson, Willie (1939–2025), schottischer Fußballspieler
- Stevenson, Zoe (* 1991), neuseeländische Ruderin
- Stevenson-Hamilton, James (1867–1957), südafrikanischer Soldat und späterer Tierschützer

#### Stever
- Stever, Alexander (* 1967), deutscher Drehbuchautor und Regisseur
- Stever, Christian Michael (1657–1722), deutscher Jurist und Bürgermeister von Rostock
- Stever, Gustav (1823–1877), deutscher Maler
- Stever, Guyford (1916–2010), US-amerikanischer Physiker und Wissenschaftsmanager
- Stever, Hans (1853–1925), deutscher Architekt und preußischer Baubeamter
- Stever, Heinrich Kurt (1789–1827), deutscher Jurist und Schriftsteller
- Stever, Isabelle (* 1963), deutsche Filmemacherin
- Stever, Jorge (1940–2019), deutscher Maler und Objektkünstler
- Stever, Theodor (1748–1834), deutscher Jurist und Ratsherr von Rostock
- Stever, Theodor Ernst (1815–1857), deutscher Jurist und Politiker

#### Steves
- Steves, Detlef (* 1969), deutscher Reality-TV-Teilnehmer und ehemaliger GastronomDetlef Steves (* 1969)

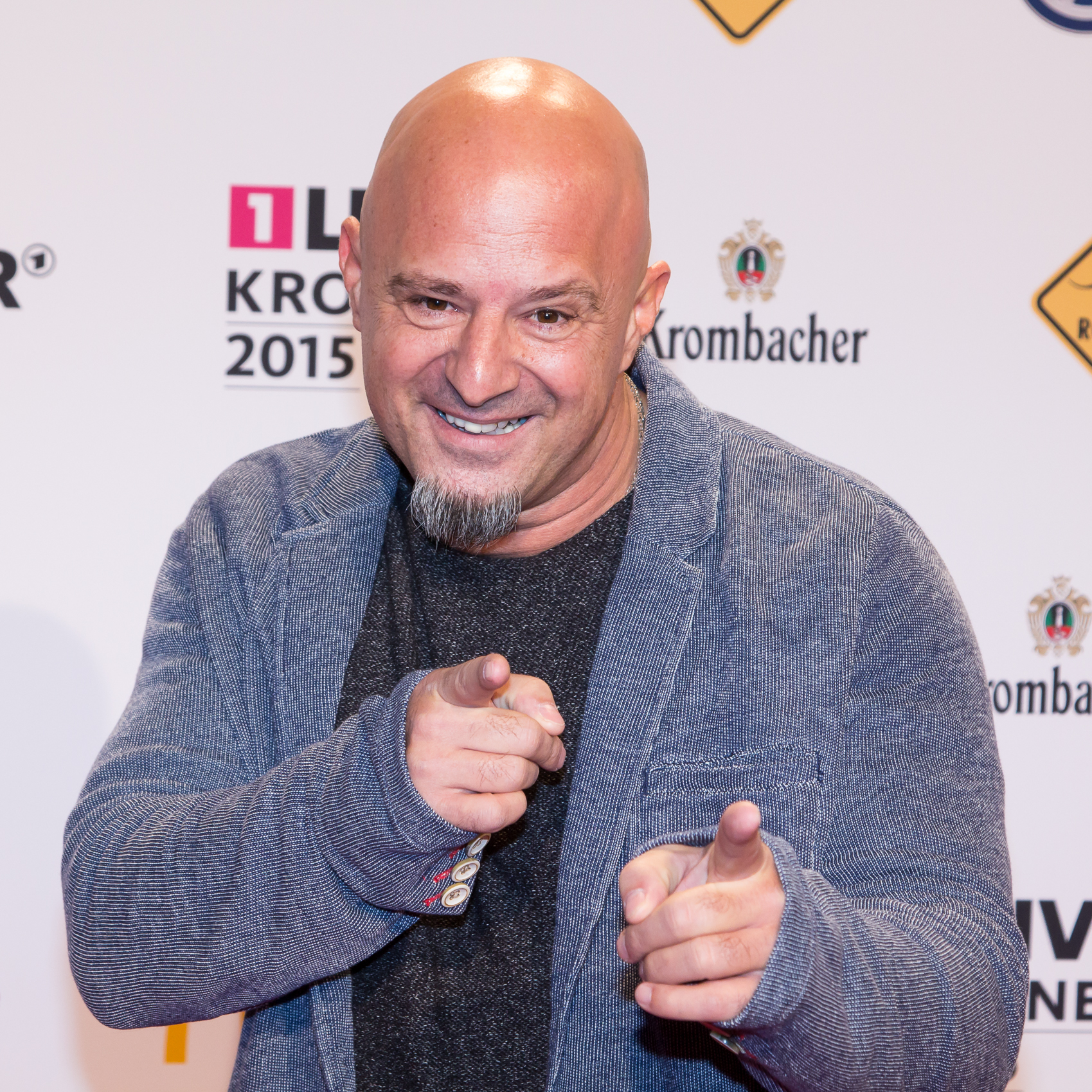
Detlef Steves (* 1969)

- Steves, Ferdinand (* 1886), deutscher Landwirt und Politiker (Zentrum)
- Steves, Kurt (1930–2011), deutscher Journalist und Verbandsfunktionär
- Steves, Rick (* 1955), US-amerikanischer Autor und Unternehmer
- Steveson, Gable (* 2000), amerikanischer Wrestler

### Stevi
- Stevic, Aleksandar (* 1982), Handballtrainer und -spieler
- Stevic, Alexander (* 1975), schwedischer Pokerspieler
- Stević, Hrvoje (* 1980), kroatischer Schachmeister
- Stević, Ivan (* 1980), serbischer Radrennfahrer
- Stević, Milan (* 1986), serbischer Kickboxer und K-1-Kämpfer
- Stević, Miroslav (* 1970), serbischer Fußballspieler
- Stević, Oliver (* 1984), serbischer Basketballspieler
- Stević, Slavko (* 2000), serbischer Hochspringer
- Stevie B-Zet (1960–2023), deutscher Produzent in der elektronischen Musikszene
- Stevin, Simon (1548–1620), niederländisch-belgischer Mathematiker, Physiker und IngenieurSimon Stevin (1548–1620)

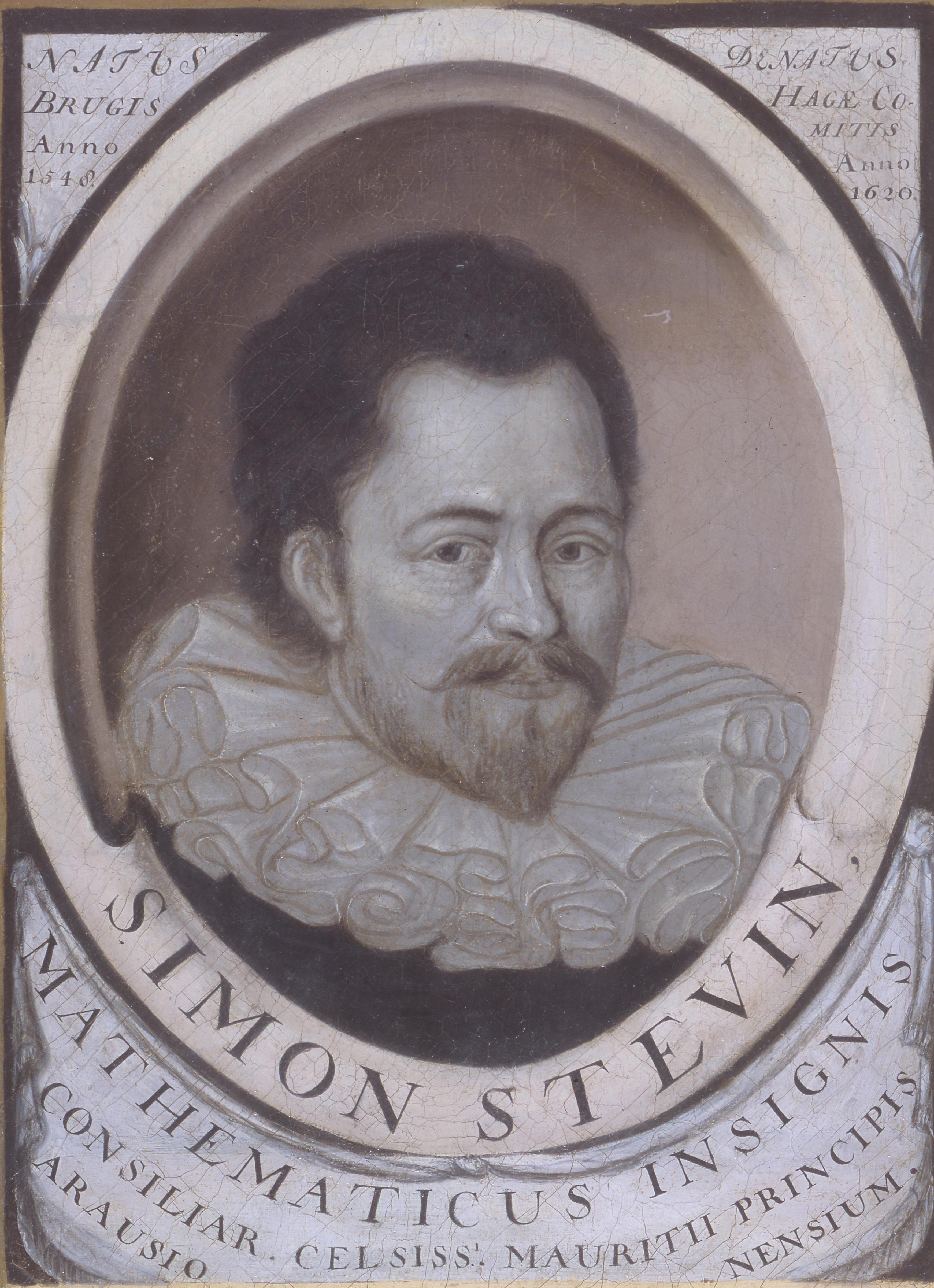
Simon Stevin (1548–1620)

### Stevk
- Števko, Roland (* 1983), slowakischer Fußballspieler

### Stevu
- Števulová, Zuzana (* 1983), slowakische Anwältin und Menschenrechts-Aktivistin